# Nina Urbano
Nina Urbano (ur. 24 marca 1940 w Katowicach, zm. 21 maja 2024) – polska piosenkarka.

## Życiorys
Pochodzi z Katowic. Była szwagierką piosenkarza Janusza Gniatkowskiego. Karierę muzyczną rozpoczęła w 1962 roku od występów w katowickim kabarecie „Ananas”. W latach 1973 i 1976 była laureatką Złotego Pierścienia na Festiwalu Piosenki Żołnierskiej w Kołobrzegu. Zdobywała także drugie nagrody na Festiwalach w Rostoku i na Malcie.
Koncertowała w kraju i za granicą w tym między innymi w Bułgarii, Czechosłowacji, Jugosławii, Mongolii, NRD, RFN, Szwajcarii i Wielkiej Brytanii.

## Dyskografia
- Wszystkie barwy lipca (Polskie Nagrania Muza; 1976)